# Trofimovsk
Trofimovsk ofwel Trofimovsk-eiland (Russisch: Трофимовский остров) is een eiland en nederzetting aan de Trofimovsk-arm van de Lenadelta, in de oeloes Boeloenski van Jakoetië, Rusland.
Van 1942-1954 was het de locatie van een Goelag-kamp voor met name gevangenen uit de Baltische staten en Finland. Veel gevangen zijn daar gestorven door kou en ondervoeding.